# Broumy
Broumy (deutsch Braum) ist eine Gemeinde in Tschechien. Sie liegt 16 Kilometer westlich von Beroun und gehört zum Okres Beroun.

## Geographie

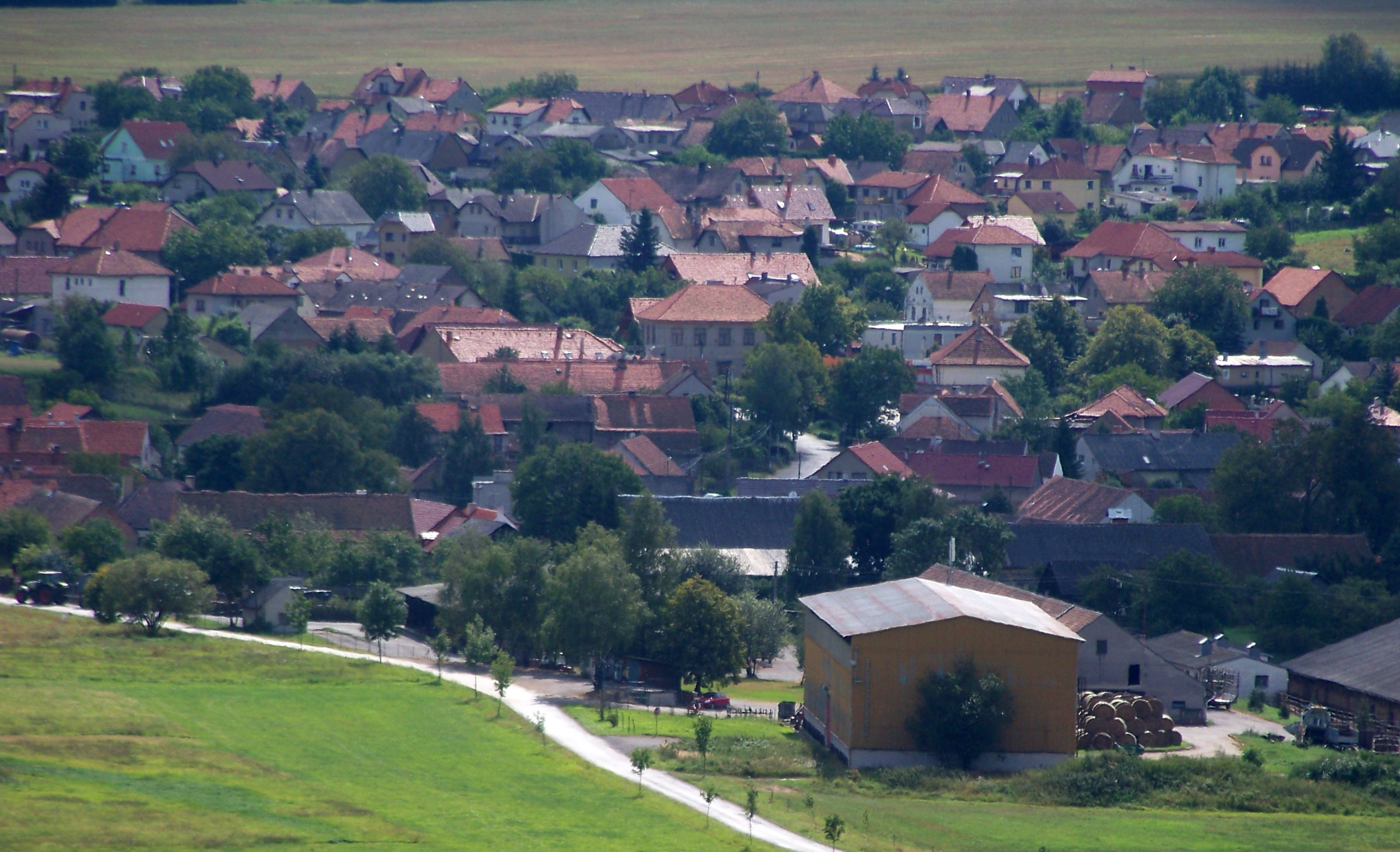
Blick von der Špička auf Broumy

Broumy befindet sich im Pürglitzer Bergland in Nordhanglage in einem Kessel, in dem der Hořejší potok und der Míza in den Úpořský potok einmünden. Der Ort wird vom Pürglitzer Wald umgeben, östlich erhebt sich die Krušná hora (609 m), südöstlich der Velíz (595 m), im Süden die Jouglovka (563 m) und im Südwesten der Vlastec (612 m).
Nachbarorte sind Luh und Emilovna im Norden, Karlova Ves und Karlov im Nordosten, Hudlice im Osten, Kublov im Südosten, Bušohrad und Skryje im Westen sowie Týřovice im Nordwesten.

## Geschichte
Archäologische Funde belegen eine keltische Besiedlung aus der Zeit von 200 bis 100 v. Chr. Später entstand in dem Kessel eine kleine slawische Ansiedlung.
Die erste urkundliche Erwähnung von Broumy erfolgte am 10. März 1358 durch Karl IV., der einen zweihüfigen Erblehnshof bestätigte. Nachdem der Hof während der Hussitenkriege niedergebrannt worden war, wurde eine Hufe zur Besiedlung aufgeteilt. Das Lehen für die andere erlosch 1658. Die Wälder um den Ort gehörten zum Jagdrevier der böhmischen Könige und die Bewohner waren bei Jagden zu Treibediensten, dem Wildfang und der Beaufsichtigung der Hunde verpflichtet. Broumy gehörte zur Burg Křivoklát und wurde häufig als Sicherheit für königliche Schulden verpfändet. Georg von Podiebrad schlug das Dorf der Burg Týřov zu.
1599 erhielt der Glasmacher Christoph Schürer sechs Hufen Wald als Erblehen und errichtete eine Glashütte, zu der ein Wohnhaus mit Vorwerk, Feldern, einem Teich sowie eine Mahlmühle und Brettsäge entstanden. Für ihren Eigenbedarf besaß die Glashütte Back-, Schlacht- sowie Brau- und Schankrechte für Alt- und Weißbier. Größtenteils produzierte die Hütte für den Bedarf des kaiserlichen Hofes und fertigte vor allem Glaswaren für den Gebrauch der Hofalchemisten. Während der Herrschaft Rudolfs II. fiel Broumy als Pfand an die Herren von Lobkowicz und wurde der Burg Točník untertänig.
Die Blütezeit der Glashütte war mit dem Dreißigjährigen Krieg beendet. 1658 wurden die Schwarzenberger Besitzer von Broumy. 1685 erwarb Ernst Josef von Waldstein die Herrschaft, die 1735 durch Erbfall an das Fürstenhaus Fürstenberg gelangte. Nach der Ablösung der Patrimonialherrschaften wurde Broumy 1848 zur selbständigen Gemeinde.
1851 erwarben die Waldsteiner die Glashütte und bauten sie zu einem Vorwerk um. Bei der Bodenreform von 1923 wurden die Vorwerksfluren parzelliert.

## Gemeindegliederung
Für die Gemeinde Broumy sind keine Ortsteile ausgewiesen. Broumy besteht aus den Grundsiedlungseinheiten Broumy und Luh. Außerdem gehört zu Broumy die Ansiedlung Bušohrad.

## Sehenswürdigkeiten
- Hauptgebäude der Schürerschen Glashütte und früherer Sitz des Glasmeisters
- ehemalige Grube Gabriela am Krušná hora, östlich von Broumy
- Berg Velíz mit romanischer Kirche Johannes des Täufers